# Marcela Iacub
Marcela Iacub (sinh năm 1964) là một nhà văn và luật gia người Argentina chuyên về nghiên cứu đạo đức sinh học, sống tại Pháp. Vào năm 2013, Iacub đã bị Dominique Strauss-Kahn kiện thành công vì xâm phạm quyền riêng tư: cuốn tiểu thuyết của bà Belle et Bête gồm một nhân vật được dựa trên ông.

## Đời tư và sự nghiệp
Là con gái của một luật sư, bà sinh ra và lớn lên tại Buenos Aires trong một gia đình người Argentina có gốc Do Thái. Tổ tiên của gia đình bà là người Do Thái Belarus và Ukraina, mặc dù bà tự coi mình là một người theo chủ nghĩa vô thần. Bà theo học ngành luật và trở thành thành viên trẻ nhất của hội luật gia Buenos Aires ở tuổi 21. Bà tiếp tục sự nghiệp học của mình tại School for Advanced Studies in the Social Sciences (EHESS) tại Pháp. Iacub trở thành một nhà nghiên cứu tại Trung tâm Nghiên cứu Khoa học Quốc gia Pháp cũng như là một thành viên cộng tác của Centre d'étude des normes juridiques tại EHESS. Bà cũng phụ trách một chuyên mục cho tờ báo Libération. Iacub nổi tiếng vì có những ý kiến trái ngược với ý kiến của những nhà nữ quyền Pháp chính dòng.
Vào năm 2001, cùng với Pierre Jouannet bà đã cho xuất bản Juger la vie. Năm tiếp theo đó, bà xuất bản một bộ sưu tập bài luận Le crime était presque sexuel et autres essais de casuistique juridique.
Vào tháng 9 năm 2014, bà trở thành một thành viên ban cố vấn trên chương trình radio RTL Les Grosses Têtes.

## Một số tác phẩm chọn lọc
- Une journée dans la vie de Lionel Jospin (2006)
- Par le trou de la serrure. Une histoire de la pudeur publique, XIX-XXIe siècle (2008)